# Décsy Eszter
Décsy Eszter (Budapest, 1987.–) magyar író, újságíró. A szubjektív újságírást képviseli, prózáját vizualitás és impresszionizmus jellemzi.

## Élete
2002-től a budapesti Móricz Zsigmond Gimnáziumba járt, itt érettségizett 2006-ban. Az egyetemet a Szegedi Tudományegyetem bölcsészkarán végezte, szakiránya a könyvkiadás volt. 2009-ben diplomázott, majd Londonba költözött. Itt élt 2011-ig, ekkor kapta meg az indonéz állam független művészeti ösztöndíját, a Darmasiswát. Hét hónapot volt az országban, amit főképp utazással és helyi legendák gyűjtésével töltött, ennek kivonata első kötete, a Helló miszter, áj láv jú! – Befejezetlen festmény Indonéziáról. E rendhagyó útleírás 2013-ban jelent meg.
2012-ben tért vissza Magyarországra, és még ebben az évben Zsiga Pállal megalapították a NOWmagazint, melynek a mai napig főszerkesztője. Cikkei nagy többsége itt jelenik meg.
2012 őszén csatlakozott a Fiatal Írók Szövetségének prózaműhelyéhez, aminek azóta is aktív tagja (2016-tól vezetője is, 2017-ig Csepregi Jánossal, 2017 januárjától Tinkó Mátéval), 2014-ben pedig FISZ tagságot, 2015-ben a bizottsági tagságot, illetve a MISZJE tagságát is megkapta.
2016-ban jelent meg Ördöggerinc című kötete, mely hangvíziós zenovellákat tartalmaz. A novellatrilógiát a String Theory zenésítette meg, felolvasták: Kalapos Éva, Kautzky Armand, Pálos Hanna. 
2018-ban elnyerte a Móricz Zsigmond-ösztöndíjat. 

## NOWmagazin
Indulás: 2012. november 1.
Alapító: Décsy Eszter és Zsiga Pál
Alapítása óta a magazin fő célja, hogy teret, megjelenési lehetőséget biztosítson a fiatal tehetségeknek, az eredeti ötleteknek, kreatív projekteknek a zenei és kulturális élet minden terén, elsősorban a magyar underground életben. Nagy hangsúlyt fektetnek az igényes tartalomra és megjelenésre. Szigorúan elhatárolódnak a politikától, függetlenek más kiadóktól és médiumoktól. Az oldal nonprofit magazinként működik.
NOW Books & Music
A NOWmagazin "mellék projektjeként" 2016-ban indult irodalmi és zenei gerilla-kiadó. Céljuk, hogy független kiadóként az árral szemben ússzanak, elkerüljék a nagy terjesztőket és kiadókat, és a saját módszereikkel terjesszék az igényes zenét és irodalmat, stílustól függetlenül. 

## Főbb publikációk
- NOWmagazin – kritikák, interjúk, beszámolók, véleménycikkek (zene, irodalom, képzőművészetek, film)
- Hévíz – novella
- Helikon – novellák
- Bárka – olvasónaplók
- Ezredvég – novellák
- Szépirodalmi Figyelő Online (SZIFONline) – novellák, irodalmi beszámolók
- Litera – kritika
- ÚjNautilus – novellák

## Kötetei
- Ördöggerinc [ hangos novellák ] NOW Books & Music, novelláskötet/hangoskönyv, 2016
- Helló miszter, áj láv jú! – Befejezetlen festmény Indonéziáról. Ab Ovo Kiadó, útinapló és legendagyűjtemény, 2013